# Metropolia Campinas
Metropolia Campinas – metropolia Kościoła rzymskokatolickiego w Brazylii. Składa się z metropolitalnej archidiecezji Campinas i pięciu diecezji. Została erygowana 19 kwietnia 1958 konstytucją apostolską Sacrorum Antistitum papieża Piusa XII.
W skład metropolii wchodzą:
- Archidiecezja Campinas
  - Diecezja Amparo
  - Diecezja Bragança Paulista
  - Diecezja Jaú
  - Diecezja Limeira
  - Diecezja Piracicaba
  - Diecezja São Carlos

Prowincja kościelna Campinas wraz z metropoliami Aparecida, Botucatu, São Paulo, Sorocaba i Ribeirão Preto tworzą region kościelny Południe 1 (Regional Sul 1), zwany też regionem São Paulo.

## Metropolici
- Paulo de Tarso Campos (1959 – 1968)
- Antônio Maria Alves de Siqueira (1968 – 1982)
- Gilberto Pereira Lopes (1982 – 2004)
- Bruno Gamberini (2004 – 2011)
- Airton José dos Santos (2012 – 2018)
- João Inácio Müller (od 2019)